# جبریرا
جبریرا (به انگلیسی: Jhabrera) یک منطقهٔ مسکونی در هند است که در بخش حاریدوار واقع شده‌است. جبریرا ۰٫۹ کیلومتر مربع مساحت و ۹٬۳۷۸ نفر جمعیت دارد و ۲۶۰ متر بالاتر از سطح دریا واقع شده‌است.